# Кетский острог
Ке́тский остро́г, Кунго́пский остро́г — военное укреплённое поселение, окружённое стеной из заострённых брёвен, построенное в верховьях реки Кеть в 1602 году казаками, собиравшими дань и усмирявшими неповиновение селькупов. Просуществовало до середины XVIII века.
Из-за неудачного выбора места острог дважды переносили, сначала вниз по течению Кети на территории современного Верхнекетского района, затем на территорию вблизи возникшего позже села Кетское Колпашевского района Томской области, покинутого жителями в середине-конце XX века.
Кетский острог относился к Кетской волости Томского уезда Томской губернии.

## История
В конце XVI века, когда правитель селькупов отказался платить дань Московскому царству, царь Борис Годунов отправил на их усмирение и сбор ясака отряд казаков. Они в 1596 или 1598 году построили на реке Кеть Нарымский острог, а в 1602 году на мелководном верховье реки, на границе современных Томской области и Красноярского края — Кетский острог. На этом месте острог просуществовал около 5 лет.
Кетский острог стал необходимостью после увеличения размера ясака сургутским воеводой Я. П. Барятинским и вызванного этим бунта (отказа туземцев его платить), а из Нарымского острога контролировать население верховьев Кети было затруднительно.
Кетский острог использовался казаками как база для сбора дани с остяков (современное название — селькупы), живших в верховьях Кети и в среднем течении Енисея и для контроля над северо-востоком современной Томской области и частью Красноярского края. Собственно в Прикетье (на территории вокруг реки Кеть) жили южные селькупы этногруппы сюссыкум.
Из-за невозможности провести по мелководным верховьям реки тяжёлые суда первый острог был покинут между 1606 и 1610 годами, и вместо него приблизительно в 200 километрах вниз по течению реки был построен новый (второй) одноимённый острог на территории современного Верхнекетского района Томской области.
Второй острог располагался приблизительно на середине водного пути XVII—XVIII веков по Кети на восток, он присутствует в лоциях того времени и в записках путешественников. Сохранились также связанные с ним топографические названия, например, «протока Городецкая», что помогло найти это место путём изучения современных и старинных карт и провести там археологические раскопки.
Место, выбранное для второго острога, также оказалось неудачным — река размывала берег, к тому же вблизи поселения не было пригодных для возделывания земель. Поэтому второй острог просуществовал недолго и люди из него ушли, построив третий Кетский острог вдали от берега реки, в районе существовавшего в XIX—XX веках на территории современного Колпашевского района Томской области села Кетское.
Третий острог просуществовал с 1620-1630-х годов до середины XVIII века, в более поздних исторических источниках он уже не упоминался.
В июне 1675 года в остроге останавливался русский дипломат и географ Николай Спафария на пути в Пекин.
Археологические раскопки, проведённые на территории третьего острога, показали, что среди живших в нём были и селькупы, и русские. Возможно, что существовали смешанные браки русских и селькупов.

## Символика
В «Книге служебной чертёжной» Семёна Ремезова имеется описание печати Кетского острога: «На Кетцкой рысь, а около вырезано: „Печать государева земли Сибирские Кетцкого города“» («Роспись государевым царевым и великого князя Михаила Федоровича всея Руссии сибирским печатем, какова в которых городех и острогах и в которой печати что вырезано и подписано. В лето 7143 году» — 1635 г., дополнения возможно более поздние). В последующих росписях то же изображение на печати, что и в росписи 1635 года.

## Воеводы Кетского острога
Первые годы существования Кетского острога воеводы в него назначались из Сургута, а затем — из Москвы.
- 1601—1602 и 1608—1611 — Григорий Иванович Елизаров.
- 1603—1610 Григорий Фёдорович Елизаров-Гусев.
- 1605 — Постник Андреевич Бельский.
- 1611 — Фёдор Волынский
- 1613–1621 — Григорий Фёдорович Челищев (Чеботай).
- 1621 — Яков Васильевич Колтовский.
- 1623 — Иван Алексеевич Бастанов.
- 1625—1627 — Иван Петрович Кологривов.
- 1627 — Дмитрий Гаврилович Аверкиев.
- 1632–1633 — князь Семён Иванович Шелешпанский[5].
- 1635 — Яков Иванович Уваров.
- 1638—1639 — Василий Петрович Отяев.
- 1643—1645 — Василий Васильевич Нелединский.
- 1646–1649 — Герасим Федотович Дурново (Дурный).
- 1652–1656 — Стефан Ефимович Лутовинов.
- 1664 — Данила Иванович Хрущов.
- 1666 — Иван Фёдорович Монастырёв.
- 1673 — Антон Данилович и Иван Антонович Губины[уточнить (обс.)].
- 1676 — Антон Данилович Губин.
- 1680 — Василий Фёдорович Шишкин.
- 1681–1686 — в этом периоде Иван Семёнович Павлов был воеводой и в Нарымском, и в Кетском острогах.
- 1689 — Иван Иванович Дурново.
- 1693 — Дурново Нефёд Петрович.
- 1693 — Алексей Васильевич Биркин[6].

## Люди, связанные с Кетским острогом
- Путятин, Иван Тимофеевич — ссыльнопоселенец.